# 北海道岩見沢緑陵高等学校
北海道岩見沢緑陵高等学校（ほっかいどう いわみざわりょくりょうこうとうがっこう、Hokkaido Iwamizawa Ryokuryo High School）は北海道岩見沢市にある市立高等学校。

## 沿革
- 1974年1月8日 - 北海道教育委員会49教施第1003号指令にて、北海道岩見沢緑陵高等学校としての設置が認可。
- 1974年 1月17日 - 岩見沢市教育委員会内に開設事務局を設置。
- 1974年 2月21日 - 宮川美樹デザインの校章を決定。
- 1974年 3月31日 - 市内緑町に存在した前身の岩見沢商業高等学校が北海道岩見沢緑陵高等学校設立に伴い廃校。岩見沢女子高等学校普通科のみ北海道岩見沢緑陵高等学校に併合。
- 1974年 4月10日 - 開校式並びに入学式を挙行。
- 1974年 6月23日 - 校旗と校歌を制定。
- 1984年 9月23日 - 創立10周年記念式典を挙行。応援歌を制定。
- 1994年 10月15日 - 校訓を制定。
- 2002年 4月1日 - 商業科を情報コミュニケーション科に転換。
- 2004年 10月9日 - 創立30周年記念式典を挙行。
- 2016年 4月1日 - 普通科にスポーツ総合コース、情報コミュニケーション科に情報会計コースを新設。

### 旧岩見沢商業高等学校
- 1957年 - 岩見沢商業実践学校として同市北本町（現桜木1条1丁目）で開校[1]。商業科設置。運営主体は北海道商経学園。
- 1960年 - 岩見沢商業高等学校と改称。
- 1961年 - 校章・校旗制定。同市緑が丘74-2に校地移転[2]。
- 1967年 - 校舎増築[3]。
- 1973年 - 生徒数激減に伴い、岩見沢商業高等学校の生徒募集を停止し、岩見沢市立緑陵高等学校設置を定例市議会で決定[4]。
- 1974年 - 閉校。2年生・3年生を岩見沢市立緑陵高等学校に編入させる[5]。

### 旧岩見沢高等技芸学校・旧岩見沢女子高等学校
- 1950年 - 岩見沢高等技芸学校を同市北2条西3丁目[6]に開校。校舎は木造2階建て[7]。
- 1959年 - 岩見沢高等技芸学校を廃止し、後継学校として岩見沢女子高等学校を同市8条8丁目に開校。岩見沢市立東光中学校旧校舎を使用。家庭科設置。運営主体は北海道女子学園。
- 1961年 - 普通科を設置[8]。
- 1968年 - 鉄筋4階建て校舎完成[9]。
- 1972年 - 家庭科募集停止。
- 1973年 - 生徒数減少に伴い、岩見沢女子高等学校の生徒募集を停止し、岩見沢市立緑陵高等学校設置を定例市議会で決定[4]。
- 1974年 - 閉校。家庭科廃止。普通科生徒のみ2年生・3年生を岩見沢市立緑陵高等学校に編入させる[10]。

## 教育課程
- 全日制課程
  - 普通科
    - 普通コース
      - 3年次より人文科学コース・自然科学コース

    - スポーツ総合コース

  - 情報コミュニケーション科
    - 2年次より情報科学コース・情報経済コース・情報会計コース

情報コミュニケーション科は「実社会で通用する本物の技術」を念頭に置いた教育が特徴で、授業に使用するペンタブレットやプロンプター、プリンターなどはプロ向けの本格的な機器を積極的に採用している。一例として液晶ペンタブレットの場合、納入したワコムは「プロ向けの製品を採用した高校は同校が全国初」と発表している。

## 日商簿記甲子園
- 2024年度、第1回全国高等学校日商簿記選手権大会（日商簿記甲子園）開催（日商簿記検定施行70周年記念事業）の参加校である。

## 周辺環境
文教地区ということもあり、周辺には数多くの教育施設が存在する。
- 東山公園
- 岩見沢市民会館
- 岩見沢市立図書館
- 岩見沢陸上競技場
- 岩見沢市立南小学校
- 岩見沢市立中央小学校
- 岩見沢市立美園小学校
- 岩見沢市日の出小学校
- 岩見沢市立光陵中学校
- 北海道岩見沢東高等学校
- 北海道岩見沢西高等学校
- 北海道岩見沢農業高等学校
- 北海道教育大学岩見沢キャンパス

## 交通

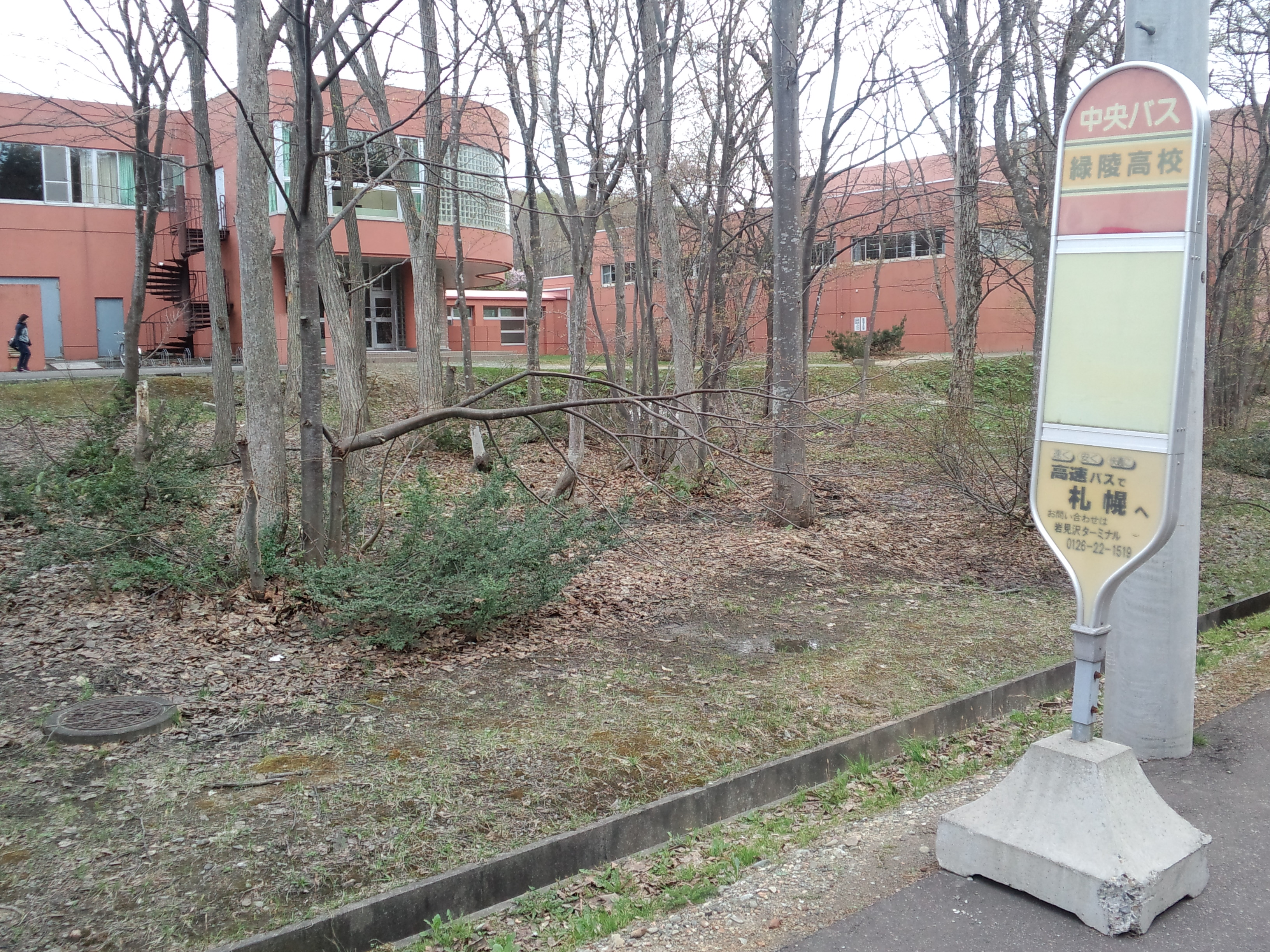
スクールバス専用バス停

- 岩見沢ターミナル（岩見沢駅）から路線バスを利用するのが主なアクセス手段。
  - 有料スクールバスにて緑陵高校（終点）で下車。
  - スクールバスのない時間帯は[1][2]かえで団地循環線、[13][14][15]万字線、[9][10]南町・春日循環線のいずれかで「教大前」下車、徒歩約15分。
- 徒歩の場合、岩見沢駅から約40分。

## 主な出身者
- 岸真紀子（参議院議員）
- 秋元正博（元スキージャンプ選手）
- 鈴木智樹（元サッカー選手）
- 星ハム子 (女子プロレスラー)